# 余政憲
余政憲（1959年9月8日－），中華民國政治人物，民主進步黨籍，生於高雄縣（今高雄市），曾任內政部部長、立法委員、高雄縣縣長。現為財團法人八卦寮文教基金會董事長。

## 生平
余政憲為余登發之孫、余陳月瑛之子、余政道之兄，屬高雄縣黑派。
余政憲於1983年畢業於逢甲大學國際貿易學系，義守大學管理科學研究所碩士，成功高中、岡山高中、道明中學、鹽埕國中、仕隆國小、興糖國小畢業，之後曾經任職於南亞塑膠，後又成為高雄長庚醫院院長室秘書。
1986年余政憲參選增額立法委員並且當選；1989年、1992年都成功連任。在立法委員任內，剛巧陳水扁的夫人吳淑珍當選進入國會，所以特別照顧吳淑珍，與陳水扁建立感情。
1991年余政憲曾經出任民主進步黨立法院黨團召集人。
1993年余政憲代表民主進步黨參選高雄縣長，打敗中國國民黨提名的鳳山市市长黃八野當選，順利接棒因兩屆任滿的母親余陳月瑛，1997年余政憲順利連任，創下台灣地方自治史上，母子傳承連續執政同一縣市四屆任滿的歷史紀錄，連同祖父余登發在1960年代初曾當選就任高雄縣縣長，也是中華民國地方自治史上，祖孫三代均曾執政同一縣市的紀錄。而余政憲同時也曾經擔任民進黨中常委。
陳水扁於2000年當選中華民國總統之後，余政憲在卸任高雄縣長以後的2002年出任內政部部長。
2004年4月，余政憲的妻子鄭貴蓮曾被民進黨以弱勢團體代表身份提名並擔任第五屆立法委員。
2005年，余政憲接任台糖董事長，任內辦理多次員工優退，將台糖員工數由原先超過5,000人降低至約4,000人，他並提出民營化的規劃，分兩階段讓事業部轉虧為盈並走向民營化，否則就關閉該事業部。但其賤賣或賤租台糖土地給特定人士的傳聞一直不斷出現。且台糖每年營收扣除掉當年度土地租售營收後，本業營收呈現虧損的狀況，並未在其任內真正改變。
2006年4月24日，義美食品董事長兼越台糖業董事長高騰蛟表示，台糖只佔越台糖業4成股份，余政憲接任台糖董事長之後卻多次干涉越台糖業人事，完全不把越台糖業董事會的決議看在眼裡；對於余政憲揚言要到新加坡控告高騰蛟不放出董事長職位，高騰蛟要余政憲「最好立刻去告」。
2008年中華民國立法委員選舉，余政憲獲得民進黨提名，在高雄縣第二選區（茄萣鄉、湖內鄉、路竹鄉、永安鄉、彌陀鄉、梓官鄉、岡山鎮、橋頭鄉）參選，迎戰時任中國國民黨副主席的「紅派少主」林益世。此區為綠營大票倉，余政憲本應可輕鬆獲勝；但因與高雄縣長楊秋興不和，余政憲最終以近2萬票之差距慘敗給林益世。
余政憲因內政部長任內涉及南港展覽館弊案，外洩評選委員名單，因而被列貪瀆案證人，並且在2008年10月15日於高雄國際機場欲出境時被請下飛機。經過台北地檢署訊問後，台北地檢署以洩密及圖利罪向台北地方法院聲請羈押余政憲。台北地方法院以余政憲有逃亡事實及涉及貪汙為由，裁定羈押禁見，並移送台北看守所經法院審理，最終獲判緩刑5年。
2012年7月，民進黨中央黨職改選，余政憲參選中央執行委員（中執委），卻首度以零票在中執委改選中落選。
2014年7月20日，民進黨第16屆全國黨代表大會選出中執委30人，余天、蔡憲浩、陳明文、余政憲、高志鵬、游錫堃、林俊憲、張基長、許西彬、鍾佳濱、張廖萬堅、王定宇、施義芳、陳啟昱、陳茂松、王孝維、邱議瑩與管碧玲均以18票當選中執委。

## 選舉紀錄
| 年度 | 選舉屆數                     | 選舉區             | 所屬政黨   | 得票數  | 得票率 | 當選標記   | 備註 |
| ---- | ---------------------------- | ------------------ | ---------- | ------- | ------ | ---------- | ---- |
| 1986 | 第一屆立法委員第五次增額選舉 | 臺灣省第五選舉區   | 民主進步黨 | 94,209  | 13.33% |            |      |
| 1989 | 第一屆立法委員第六次增額選舉 | 臺灣省第十二選舉區 | 民主進步黨 | 144,180 | 32.32% | 全國最高票 |      |
| 1992 | 第二屆立法委員選舉           | 高雄縣選舉區       | 民主進步黨 | 104,729 | 19.60% |            |      |
| 1993 | 第十二屆高雄縣縣長選舉       | 高雄縣             | 民主進步黨 | 281,542 | 51.31% |            |      |
| 1997 | 第十三屆高雄縣縣長選舉       | 高雄縣             | 民主進步黨 | 271,989 | 51.74% |            |      |
| 2008 | 第七屆立法委員選舉           | 高雄縣第二選舉區   | 民主進步黨 | 65,257  | 42.61% |            |      |

## 外部連結
- 余政憲在台灣棒球維基館上的頁面（繁體中文）

| 中華民國政府職務 | 中華民國政府職務                                         | 中華民國政府職務 |
| ---------------- | -------------------------------------------------------- | ---------------- |
| 高雄縣政府       |                                                          |                  |
| 前任： 余陳月瑛  | 高雄縣縣長 第十二、十三屆 1993年12月20日－2001年12月20日 | 繼任： 楊秋興    |
| 行政院           |                                                          |                  |
| 前任： 張博雅    | 內政部部長 第二十四任 2002年2月1日－2004年4月9日         | 繼任： 蘇嘉全    |